# 拉尔夫·珀切斯
拉尔夫·珀切斯（英語：Ralph Purchase，1916年7月11日—2000年1月11日），美国男子赛艇运动员。他曾代表美国参加1948年夏季奥林匹克运动会赛艇比赛，获得男子八人单桨有舵手金牌。